# مقاطعة دوغلاس (جورجيا)
مقاطعة دوغلاس (بالإنجليزية: Douglas County)‏ هي إحدى المقاطعات في ولاية جورجيا في الولايات المتحدة الأمريكية.

## أعلام
- تيري هاربر
- غلين ريتشاردسون
- إموري مارفن أندروود